# Shoichi Nakagawa

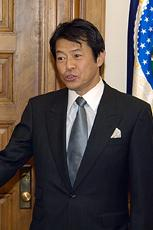
Shoichi Nakagawa

Shoichi Nakagawa (Japans: 中川 昭一, Nakagawa Shōichi) (Shibuya, 19 juli 1953  - Tokio, 4 oktober 2009) was een Japans politicus  en minister voor de Liberaal-Democratische Partij (LDP). 
Nakagawa was de oudste zoon van Ichiro Nakagawa, een vroeger Shugiin-vertegenwoordiger voor de LDP en minister van landbouw en economie. Hij studeerde politieke wetenschappen aan de universiteit van Tokio. Na zijn studies werkte hij 5 jaar bij de Industriebank van Japan.
Bij de  Shugiin-verkiezingen van 1983 werd Nakagawa na de zelfmoord van zijn vader voor de eerste maal verkozen in het parlement. In 1989 werd hij parlementair staatssecretaris (seimujikan) in het ministerie van landbouw. In 1996 werd hij plaatsvervangend algemeen secretaris van de  LDP. Premier Keizo Obuchi  benoemde hem in 1998 als landbouwminister voor het eerst in een kabinet. Onder Junichiro Koizumi werd hij in  2003 minister voor economie, handel en industrie en in 2005 werd hij opnieuw minister van landbouw. Onder Shinzo Abe bezette hij in 2006 een der drie leidende posten van de LDP als voorzitter van het politiek onderzoeksinstituut (PARC).
In september 2008 werd Nakagawa door Taro Aso benoemd tot minister van financiën in diens eerste kabinet. Toen hij op een persconferentie bij de vergadering van de ministers van financiën van de G7 in Rome onduidelijk sprak en afwezig scheen, vermoedde de oppositie dat hij dronken was. 15 minuten na de persconferentie bezocht hij de Vaticaanse Musea en maakte daar veel tumult. Als gevolg van deze gebeurtenissen nam hij in februari 2009 ontslag. Hij overleed een half jaar later op 56-jarige leeftijd. Naar de omstandigheden rond zijn overlijden wordt nog onderzoek gedaan.